# دوناتيلا فيرساتشي
دوناتيلا فيرساتشي (بالإنجليزية: Donatella Versace)‏ (ولدت في 2 مايو 1955) وهي مصممة الأزياء الإيطاليه ونائبة الرئيس الحالي لمجموعة فيرساتشي، وكذلك رئيسة المصممين. تملك حصة 20٪ من الشركة. خلال ثمانينيات القرن الماضي (1980)، شقيق دوناتيلا، جياني فيرساتشي، أطلق عطر مهداة لها، بعنوان شقراء (بالإنجليزية: Blonde)‏، وصمم شعار العطر بنفسه، بعد مقتل جياني أصبح شعار العطر هو شعار شركة فيرساتشي.

## تأسيسها
عندما تأسست "جياني فيرساتشي سبا" في ميلانو عام 1978، تولت دوناتيلا منصب نائب الرئيس من عام 1978 حتى عام 1997، عملت دوناتيلا الى حد كبير كمساعدة إبداعية وناقدة لأخيها جياني فيرساتشي، على الرغم من انها حافظت على خطوطها الخاصة تحديداً  
young Versace وversus والتي تم اطلاق الأخيرة منها عام 2005 ولكن تم احياؤها وإعادة اطلاقها عام 2010.
اطلق جياني عطر "فيرساتشي بلوند" تكريماً ل دوناتيلا في عام 1995.
حدث التغيير في 15 يوليو عام 1997، عندما قُتل جياني بالرصاص خارج منزلهُ في ميامي على يد القاتل الأمريكي "اندرو كونانان"
بعد إجازة طويلة من شركة " جياني فيرساتشي سبا" عادت دوناتيلا للظهور لتتولى منصب كبير المصممين ونائبة رئيس مجلس الإدارة.
وحصلت ايضاً على 20% في الشركة، بينما حصلت ابنتها "اليجرا فيرساتشي بيك" على 50% وحصل "سانتو" شقيق دوناتيلا على 30% المتبقية وابنها "دانييل بول بيك" لم يتوصى عليهِ في الشركة عند وفاة "جياني".
بصفتهِ المدير الفني ونائب الرئيس قام فيرساتشي بتطوير صورة الشركة من خلال مهاراتها في العلاقات العامة وتوجيه التصميم.
وبعد وفاة شقيقها قامت بزيادة سمعة الشركة بشكل كبير في جميع انحاء العالم وعززت سمعتها، نمت الحملة الاعلانية في أوروبا والولايات المتحدة حيث قامت فيرساتشي بربط وجه "مادونا وجينيفير لوبيز وليدي غاغا وبيونسيه" ونجوم اخرين بعرق فيرساتشي.
تعاونت فيرساتشي أيضاً مع المشاهير لإنتاج التصاميم.
من خلال هذه العلاقات جعلتها تحظى بتقدير اجتماعي كبير، حيث كان يحضر حفلاتها اشخاص مهمة مثل " السير التون جون، وكيت موس، والأمير تشارلز".
قادت فيرزاتشي الشركة من خلال إعادة اختراع التصميم بعد وفاة اخيها جياني عام 1997. هذه المهمة تطلبت منها ان تخرج عن مؤلوف جياني في الالهام وذوقه في الموضة وطابعهِ وكانت هذه المهمة من أصعب التحديات التي واجهتها كمديرة فنية. وعلى حسابها الخاص لقد سعت بجعل فيرزاتشي خاصاً بها، ومن خلال القيام بذلك اكتسبت شهرة واسعة من دار الازياء وسمعه جيدة في التطور بالأخص في قسم الازياء النسائية.
أدى اتجاهها هذا الى انتاج ابداعات كثيرة ومنها الفستان الأخضر الذي تألقت به لوبيز في حفل توزيع الجوائز (جرامي) عام 2000 واعتبرت هذه القطعة من القطع الكلاسيكية في تاريخ الموضة.
شاركت فيرزاتشي ايضاً مع العديد من التعاونات مع الشركات رفيعات المستوى والتي كان هدفها الدخول الى اسواق جديدة والى مستهلكين جدد للشركة، ومن هذه التعاونات مع شركة صناعة السيارات لامبورغيني إبتداءاً من عام 2006 وأيضاً في عام 2011 مع سلسله الملابس التجاريه H&M. وكانت على رأس الشركة عندما دخلت فيرزاتشي العقارات في عام 2000، افتتحت الفندق الفاخر Palazzo Versace في استراليا. كما أن ايضاً تم اتخاذ قرارات التصميم النهائية في بناء فندق فيرزاتشي التاني في دبي الذي تم الانتهاء منه في عام 2015 على يدها.   على مر السنين تغيرت ملكيه الشركة وادارتها والذي ادى الى تخفيف سيطرة عائلة فيرزاتشي على الرغم أنه كان من المتوقع أن تستمر دوناتيلا في "قيادة الرؤية الإبداعية للشركة"

## نشأتها
ولدت في مدينة ريدجو كالابريا الإيطالية، وكانت الأصغر بين أربعة أطفال في عائلتها. توفيت شقيقتها الأكبر سنا، تينا، في سن العاشرة نتيجة المعالجة الخاطئه لعدوى الكزاز.
شقيقها سانتو فيرساتشي يمتلك نسبة 30٪ في المئة من أسهم فيرساتشي.

## روابط خارجية
- دوناتيلا فيرساتشي على موقع IMDb (الإنجليزية)
- دوناتيلا فيرساتشي على موقع الموسوعة البريطانية (الإنجليزية)
- دوناتيلا فيرساتشي على موقع مونزينجر (الألمانية)
- دوناتيلا فيرساتشي على موقع إن إن دي بي (الإنجليزية)
- دوناتيلا فيرساتشي على موقع قاعدة بيانات الفيلم (الإنجليزية)